# Briona
Briona est une commune italienne de la province de Novare dans la région du Piémont en Italie.
Son nom dérive de Brigodunum, mot celtique latinisé, ce qui signifie fort surélevé.

## Géographie
Située à la frontière entre la plaine et les collines de Novare, Briona est traversée par la rivière Strona di Briona, le Nocca (affluent de la Strona) et la Roggia Mora.
Le territoire municipal est compris entre 175 et 246 mètres d'altitude Il se trouve à 15 km de Novare et environ 43 de Varallo Sesia.

## Lieux et monuments

### Architecture religieuse
- Église Sant'Alessandro près du cimetière. La partie nord de l'église est la première à être construite au XIe siècle. L'église a été agrandie plus tard le long du côté sud, en ajoutant à ce qui est maintenant la nef. L'achèvement de ces travaux est situé vers le dernier quart du XIIe siècle. D'autres travaux concernent l'église au cours des siècles suivants, mais ils ont affecté la structure marginalement.
- Église paroissiale Madonna della Neve.
- L'église paroissiale San Bernardino, frazione de San Bernardino.
- L'église San Silvestro à Castro, frazione de Proh;
- Oratoire Sant'Antonio Abate, localité d'Orcetto.
- Oratoire San Bernardo.
- Cella Santa Maria, frazione de Proh.

### Architecture militaire
- Château de Briona
- Château de Proh

### Architecture civile
Pont médiéval (XIIIe siècle): il s'agit d'un pont avec une seule sortie traversant la Roggia Mora près de Proh. Il a représenté la seule voie utilisée par la population locale et était donc le lieu de la collecte de la gabelle et des droits de douane. À l'heure actuelle, il n'est plus utilisé, et se trouve dans un très mauvais état.

## Culture
La ville de Briona fait partie de la zone de production des appellations viticoles de Fara et Colline Novaresi. Production importante de miel d'acacia, de châtaigniers, mille fleurs et de tilleul.

## Administration
| Période                                  | Période | Identité         | Étiquette | Qualité |
| ---------------------------------------- | ------- | ---------------- | --------- | ------- |
| 26/05/21014                              |         | Maurizio Boriani |           |         |
| Les données manquantes sont à compléter. |         |                  |           |         |

### Frazione
San Bernardino, Proh

### Communes limitrophes
Barengo, Caltignaga, Carpignano Sesia, Casaleggio Novara, Castellazzo Novarese, Fara Novarese, Momo, San Pietro Mosezzo, Sillavengo